# ラルフ・ベアード
ラルフ・ミルトン・ベアード・ジュニア (Ralph Milton Beard Jr., 1927年12月2日 - 2007年11月29日) は、アメリカ合衆国の元プロバスケットボール選手。身長178cm、体重79kg。ポジションはガード。1948年ロンドン五輪金メダリスト。

## 経歴
ベアードはケンタッキー州ハンティンバーグで生れ、進学したケンタッキー大学ではアレックス・グローザらとともに2度のNCAAトーナメント制覇を果たした。自身は3年連続でオールアメリカ1stチームに選出されている。また、1948年にはロンドン五輪アメリカ代表に選ばれて金メダルを獲得した。
1949年、ベアードはBAAドラフト全体8位でインディアナポリス・オリンピアンズに入団した。同期入団したグローザとともに1年目から活躍し、平均14.9得点でオールNBA2ndチームに選ばれた。翌1950-51シーズンは平均16.8得点（リーグ7位）4.8アシスト（同5位）の好成績でオールNBA1stチーム入りを果たし、この年開催された第1回オールスターゲームにも出場した。
しかし、1951年に発覚したカレッジバスケットの八百長疑惑に関して告発され、罪を認めたため、グローザらとともにNBAより永久追放処分を受けた。NBAでの成績は、126試合の出場で通算2,006得点551アシスト（平均15.9得点4.4アシスト）であった。引退後は製薬会社で働いた他、ABAのケンタッキー・カーネルズでスカウトも務めた。2007年、ケンタッキー州ルイビルにて79歳で死去。

## 個人成績

### レギュラーシーズン
| Season   | Team     | GP  | FG%  | FT%  | RPG | APG | PPG  |
| -------- | -------- | --- | ---- | ---- | --- | --- | ---- |
| 1949–50  | INO      | 60  | .363 | .762 | –   | 3.9 | 14.9 |
| 1950–51  | INO      | 66  | .368 | .775 | 3.8 | 4.8 | 16.8 |
| Career   | Career   | 126 | .366 | .770 | 3.8 | 4.4 | 15.9 |
| All-Star | All-Star | 1   | .375 | .000 | 3.0 | 2.0 | 6.0  |

### プレーオフ
| Year   | Team   | GP | FG%  | FT%  | RPG | APG | PPG  |
| ------ | ------ | -- | ---- | ---- | --- | --- | ---- |
| 1950   | INO    | 5  | .314 | .786 | –   | 4.4 | 13.2 |
| 1951   | INO    | 3  | .443 | .706 | 4.0 | 4.3 | 22.0 |
| Career | Career | 8  | .374 | .756 | 4.0 | 4.4 | 16.5 |